# 福井県立藤島高等学校
福井県立藤島高等学校（ふくいけんりつ ふじしまこうとうがっこう、英: Fukui Prefectural Fujishima High School）は、福井県福井市文京に所在する公立高等学校。

## 特色
設立年は福井藩校明道館開校の1855年（安政2年）に遡り、旧制福井中学校と福井高等女学校を前身とする県内随一の伝統校である。文部科学省より、2004年（平成16年）度および2009年（平成21年）度に、それぞれ5年間のスーパーサイエンスハイスクール (SSH) 指定を受けている。
正面玄関に笠原行雄作の橋本左内石膏像、高田博厚作のレリ－フ「優美・慈愛・平和」、生徒玄関に雨田光平作レリ－フ「進歩・高揚・成功」が設置されている。制作者はいずれも卒業生である。

## 沿革
- 1855年（安政2年） - 福井藩校明道館を城内三ノ丸（現・福井市大手2丁目）に創設。
- 1869年（明治2年） - 明新館と改称し、城内御本丸に移転。
- 1873年（明治6年） - 福井私立福井中学と改称。
- 1874年（明治7年） - 福井明新中学と改称。
- 1882年（明治15年） - 福井県福井中学校として発足。
- 1889年（明治22年） - 福井県尋常中学校と改称し、女子部を併設。
- 1892年（明治25年） - 女子部が独立し、福井県高等女学校として佐佳枝上町に開校。
- 1897年（明治30年） - 福井県福井尋常中学校と改称。
- 1899年（明治32年） - 福井県福井中学校と改称。福井県高等女学校校舎を宝永町に移転。
- 1901年（明治34年） - 福井県立福井中学校、福井県立福井高等女学校と改称。
- 1906年（明治39年） - 同窓会「明新会」（現「一般社団法人 明新会」）が発足。
- 1930年（昭和5年） - 福井県立福井高等女学校校舎を和田村勝見（現・福井市御幸2丁目）に移転。
- 1933年（昭和8年） - 福井県立福井中学校校舎が焼失する。
- 1936年（昭和11年） - 福井県立福井中学校校舎を牧ノ島（現・福井市文京2丁目）に移転。
- 1945年（昭和20年） - 福井県立福井高等女学校校舎が戦災によって焼失。
- 1948年（昭和23年） - 学制改革に伴い、福井県立福井中学校と福井県立福井高等女学校を統合し、福井県立福井第一高等学校として発足。通信制課程を併設。校章を制定。
- 1949年（昭和24年） - 福井県立福井第一高等学校と福井県立福井第二高等学校工業課程を統合し、福井県藤島高等学校と改称。
- 1951年（昭和26年） - PTAライブラリー（図書館）竣工。
- 1956年（昭和31年） - 現行の校歌を制定。
- 1957年（昭和32年） - 福井県立藤島高等学校と改称。工業課程が独立し、福井県立福井工業高等学校（現・福井県立科学技術高等学校）として山奥町に開校。
- 1961年（昭和36年） - 本館（現1号館）竣工。
- 1964年（昭和39年） - プール竣工。
- 1966年（昭和41年） - 体育館（現第1体育館）竣工。
- 1967年（昭和42年） - 新嶺会館竣工。
- 1968年（昭和43年） - 住居表示改正によって、福井市文京2丁目8番30号となる。
- 1971年（昭和46年） - 通信制課程が福井県立道守高等学校へ移管。
- 1972年（昭和47年） - 中央校舎（現2号館）竣工。
- 1975年（昭和50年） - 3・4号館が完成し、全校舎竣工式挙行。
- 1977年（昭和52年） - 中庭造園完成。
- 1980年（昭和55年） - 同校と福井県立高志高等学校との間で学校群選抜入試制度を実施。
- 1985年（昭和60年） - 第2体育館・武道場・弓道場竣工。
- 1987年（昭和62年） - 図書館・体育館付属教棟竣工。
- 1989年（平成元年） - 西正門改築。
- 1990年（平成2年） - 運動部部室竣工。
- 1991年（平成3年） -  1号館リフレッシュ工事、東門改築およびカラー舗装工事。
- 1994年（平成6年） - 米国ニュージャージー州ニュープロビデンス高校 (en:New Providence High School) と姉妹校提携。第1体育館リフレッシュ工事、弓道場横運動部部室新築、プール全面改築。
- 1995年（平成7年） - グラウンド全面改修工事、バックネット改修工事。
- 1998年（平成10年） - 2号館リフレッシュ・耐震補強工事。
- 2004年（平成16年） - 普通科の学区制が廃止され、同時に藤島・高志学校群選抜制度も廃止。文部科学省からスーパーサイエンスハイスクール (SSH) の指定を受ける。
- 2006年（平成18年） - 創立150周年記念会館「新嶺会館」竣工。
- 2008年（平成20年） - 3・4号館リフレッシュ・耐震補強工事。
- 2009年（平成21年） - 文部科学省からスーパーサイエンスハイスクール (SSH) の指定を受ける。1号館耐震補強工事。
- 2010年（平成22年） - 第1体育館耐震補強工事。

## 部活動
- 運動部 - 陸上競技、バスケットボール（男・女）、バレーボール（男・女）、卓球、ソフトテニス（男・女）、ハンドボール（男・女）、サッカー、バドミントン（男・女）、剣道、弓道、テニス（男・女）、山岳、野球、柔道（休部中）
- 文化部 - 茶華道、新聞・写真、合唱、美術、書道、演劇、文芸・漫画研究、吹奏楽、ESS、放送、JRC、弦楽、筝曲、SSH研究クラブ数学・情報、SSH研究クラブ生物、SSH研究クラブ化学、SSH研究クラブ物理・地学、SSH研究クラブ国際教養、囲碁、将棋、ジャグリング
- 同好会 - かるた

## 校歌
作詞：熊谷太三郎、作曲：下総皖一

## 学校関係組織
一般社団法人明新会（めいしんかい）は、1906年（明治39年）に発足した、福井県立藤島高等学校の公式な同窓会である。藤島高校内の本部の他、卒業生の多い全国6カ所に支部を持つ。
明新会本部の新嶺会館三階には展示室が開設されている。
年に1回本部にて明新会総会、各支部にて総会を開いて卒業生の親睦を深めている。藤島高校卒業生は全員卒業と同時に自動的に明新会会員となる。卒業式の卒業生退場ののち再び卒業生が講堂に集められ明新会入会式が行われるのが慣例となっている。
明新会の支部としては、関東支部（東京明新会）、金沢支部（金沢明新会）、近畿支部（近畿明新会）、中京支部（中京明新会）の各地域支部の他、福井県庁支部及び福井市役所支部が置かれ、それぞれ県庁庁舎内及び市役所庁舎内に事務所が置かれている。

## 周辺施設
- 福井市立図書館
- 福井県立美術館
- 福井大学 文京キャンパス
- 福井市立明道中学校
- 福井市立春山小学校

## アクセス
- 京福バス
  - 25系統 エンゼルランド線、26系統 福井総合病院線、27系統 大学病院・新田塚線、28系統 運転者教育センター線、すまいるバス 北ルート（田原・文京方面）「藤島高校前（県立美術館前）」バス停留所 徒歩1分。
- えちぜん鉄道三国芦原線、福井鉄道福武線 田原町駅 徒歩7分。